# Näshulta kyrka
Näshulta kyrka är en kyrkobyggnad i Näshulta församling i Strängnäs stift. Kyrkan är belägen vid stranden av Näshultasjön i Eskilstuna kommun. På en höjd norr om kyrkan står sedan 1789 en öppen klockstapel av trä.
Minneslunden på klockudden söder om kyrkan togs i bruk år 2005.

## Kyrkobyggnaden
Den ursprungliga kyrkan uppfördes på 1100-talet. Den utökades i slutet av 1200-talet eller början av 1300-talet, och försågs då också med ett tunnvalv. Ett tegelvalv slogs i kyrkan under 1500-talet. Trots att en ny stor läktare uppfördes 1620 började dock kyrkan under 1600-talet bli för liten. En ombyggnad genomfördes åren 1673–1678 då nuvarande kor och sakristia tillkom. Därefter har kyrkan byggts om och renoverats i olika omgångar. Bland annat en grundlig restaurering 1905-1906 ledd av byggmästare Johan August Eklund från Enköping. I sin nuvarande form består kyrkan av långhus med rakt avslutat kor i öster. Norr om koret finns en lägre och smalare sakristia. Alla byggnadsdelar har sadeltak täckta med tjärade spån.

## Inventarier
- En predikstol skänktes till kyrkan av fru Brita Gylta på Hedensö 1642
- Altartavlan är utförd av en okänd konstnär, skänkt till kyrkan av direktör Arfwedson 1789.
- Dopfunten från 1100-talet är huggen i sandsten.
- En annan dopfunt, sexkantig i ek med fyllningar och lister av ebenholts från slutet av 1600-talet, skänkt till kyrkan av Christina Sparre
- Nuvarande predikstol är tillverkad av Per Wilhelm Palmroth och uppsatt 1811.
- Ett gravmonument över Knut Kurck och hans hustru Barbro Dag och Natt. Monumentet är tillverkat i Antwerpen av den flamländske skulptören Nicolaes Millich. Det var ursprungligen avsett för Stora Mellösa kyrka, då paret förutom Hedensö även ägde Göksholm. Där kom det dock att helt dominera koret och hindra ljuset att komma in, och efter hans död genomdrev sockenborna där att det togs ned, och Knut Kurcks tredje hustru Christina Sparre lät 1704 sätta upp det här, där dock uppställningen förenklades något. Gravmonumentet flyttades 1951 till södra väggen i sakristian.
- I kyrkan hänger även Knut Kurcks begravningsvapen.
- I kyrkan finns även en kopia av Johan Tobias Sergels medaljong över Jacob Jonas Björnståhl, som var född på hemmanet Rotarbol i Näshulta

## Gravstenar
Bland gravstenarna i kyrkan finns även en reliefhuggen gravsten över Bengt Gylta och hans hustru Ingeborg Jakobsdotter Krumme. Stenen avbildar förutom paret längs kanterna deras sju söner och nio döttrar.
Flera äldre gravstenar som tidigare låg i golvet har nu placerats utanför kyrkan. I gången framme vid altaret fanns tidigare en gravsten över Anders Martini, död 1663, och hans maka. Vidare en över jungfru Maria Elisabet Vult, född 1648. Kyrkoherden Nils Bergelius (död 1698) gravsten låg tidigare i sidogången nära södra kyrkporten men är nu flyttad till koret. En minnastavla over Nils Netzelius död 1689 och hans far Andres Martini finns infälld i norra kyrkvägen strax intill predikstolen.

## Silver
En silverkanna är skänkt till kyrkan av Brita Gylta 1644. Kannan är om 45 lod silver, och för att gjuta den tog hon 30 lod silver från silverbeslag på de gamla kistorna i Kurckska gravkammaren. På livet av kannan är ätterna Kurck och Gyltas vapen ingraverade. Kyrkan äger även en gammal sockenbudskalk med fodral och patén, jämte en fyrkantig oblatsask. Alla föremålen inköpets av församlingen 1677 och är tillverkade av guldsmeden Hans Nyman i Arboga. Ett dopfat i silver är tillverkat 1720 av guldsmeden Petter Ersson Lund och skänktes till kyrkan av överste Bengt Horn på Haneberg och hans hustru grevinnan Ulrika Lewenhaupt och pryds med deras alliansvapen. I slutet av 1700-talet lät man smälta ned det mesta av kyrkans äldre silverföremål för att i stället tillverka nya. Föremålen lät tillverkas hos guldsmeden Arvid Floberg i Stockholm, kalken 1788 och kannan 1790. dessutom räckte silvret även till en sockenbudskalk med patén. Kannan innehåller silvret från en äldre kalk med patén som förekommer i inventarieförteckningar redan 1576 och som 1706 gjordes om sedan den blivit skadad av att vara så sliten. I kannan ingår även silver från en förgylld kanna som Knut Kurcks syster Crhistina skänte till kyrkan 1647, samt en del silver som utvunnits ur galoner och andra silverdetaljer på gamla mässkläder. Ett par moderna silvervaser skänktes till kyrkan 1931 till minne av brukspatron Edward Arfwedson och dottern Henriette.
En brudkrona fanns redan tidigt under 1600-talet. 1693 bytte man bort då den ansågs alldeles för tung mot en mindre och fick samtidigt tre förgyllda silverkedjor på köpet, denna brudkrona finns ännu bevarad.

## Ljuskronor
Näshulta kyrka har fyra ljuskronor av malm. En tolvarmad skänktes till kyrkan 1643 av riksrådet Knut Kurcks syster Ingeborg. Av de två åttaarmade är den ena från 1600-talet troligen en gåva från Knut Kurck och den andra är skänkt till kyrkan 1951. En liten ljuskrona hänger i sakristian och testamenterades till kyrkan av kyrkoherde Anders Pauli, död 1640.

## Textilier
Mycket av de äldre textilierna har under århundradena förstörts. En del mässkrudar brändes för att utvinna silvertråd ur dem då man tillverkade nya nattvardskärl, och annat har kasserats. 1816 såldes foderväv och tyg ur en mängd förstörda mässhakar. Ett praktfullt altarkläde blev 1723 förstört sedan komministerns kalv, som gick och betade på kyrkogården råkade bli instängd i kyrkan. Trots det finns en del bevarat. Bland mässhakar finns dock endast en kvar, i gulbrun (ursprungligen röd) sammet som troligen är identisk med den mässhake som Knut Jönsson Kurck och Brita Gylta skänkte till kyrkan 1614. En mässhake av röd sammet med sol och kors broderade i guld, ett altarkläde och en altardyna av samma material och ett vitt sidenkalkkläde är gåvor av direktör Arfwedson 1791. Ett altarkläde i grön sidendamast i sju våder är skänkt till kyrkan av friherrinnan Anna Berner till minne av hennes make Knut Kurck 1726. Ett kalkläde i gult siden, kantat med silverspetsar och broderat med blommor i mångfärgat silke skänktes till kyrkan av friherrinnan Ulrika Eleonora von Ungern-Sternberg på Magda 1791. Bevarad finns även en brudpäll av gul taft, skänkt till kyrkan 1651 av Knut Kurck.

### Orgel
- 1692 reparerar Oluf Jonsson, Arboga orgelverket. 1730 lagas orgelbälgarna av Er. Hansson.[4]
- Orgel före 1792 av okänt ursprung. Flyttades till Kjula kyrka.
- 1792 bygger Pehr Schiörlin, Linköping en orgel med 10 stämmor.
- Den nuvarande orgeln byggdes 1906 av E. A. Setterquist & Son, Örebro, med 12 stämmor och 10 koppel, varav ett crescendokoppel och ett utlösningskoppel, med dåtidens senaste beprövade teknik. Orgeln besiktigades lördagen 17 februari 1906 av musikdirektör Fredrik Hjort, Stockholm.[5] Orgeln blev invigd tillsammans med den nyrestaurerade kyrkan söndagen 8 april 1906.[3] Den byggdes om 1960 av E. A. Setterquist & Son Eftr., Örebro, och utökad till 22 stämmor. Orgeln har tre fria kombinationer och mekaniska, pneumatiska lådor. Fasaden är från 1792 års orgel.

| Manual I          | Manual II        | Pedal         | Koppel    |
| Principal 8´      | Rörflöjt 8´      | Subbas 16´    | I/P       |
| Flöjt Harmonik 8´ | Salicional 8´    | Oktavbas 8´   | II/P      |
| Gedackt 8´        | Principal 4´     | Gedackt 8´    | II/I      |
| Oktava 4´         | Spetsflöjt 4'    | Koralbas 4´   | I 4'/I    |
| Rörflöjt 4'       | Gemskvint 2 2/3' | Blockflöjt 2´ | II 16'/II |
| Kvinta 2 2⁄3'     | Waldflöjt 2'     |               |           |
| Oktava 2'         | Ters 1 3/5'      |               |           |
| Mixtur 4-5 chor   | Cymbel 3 chor    |               |           |
| Trumpet 8'        |                  |               |           |

## Bilder

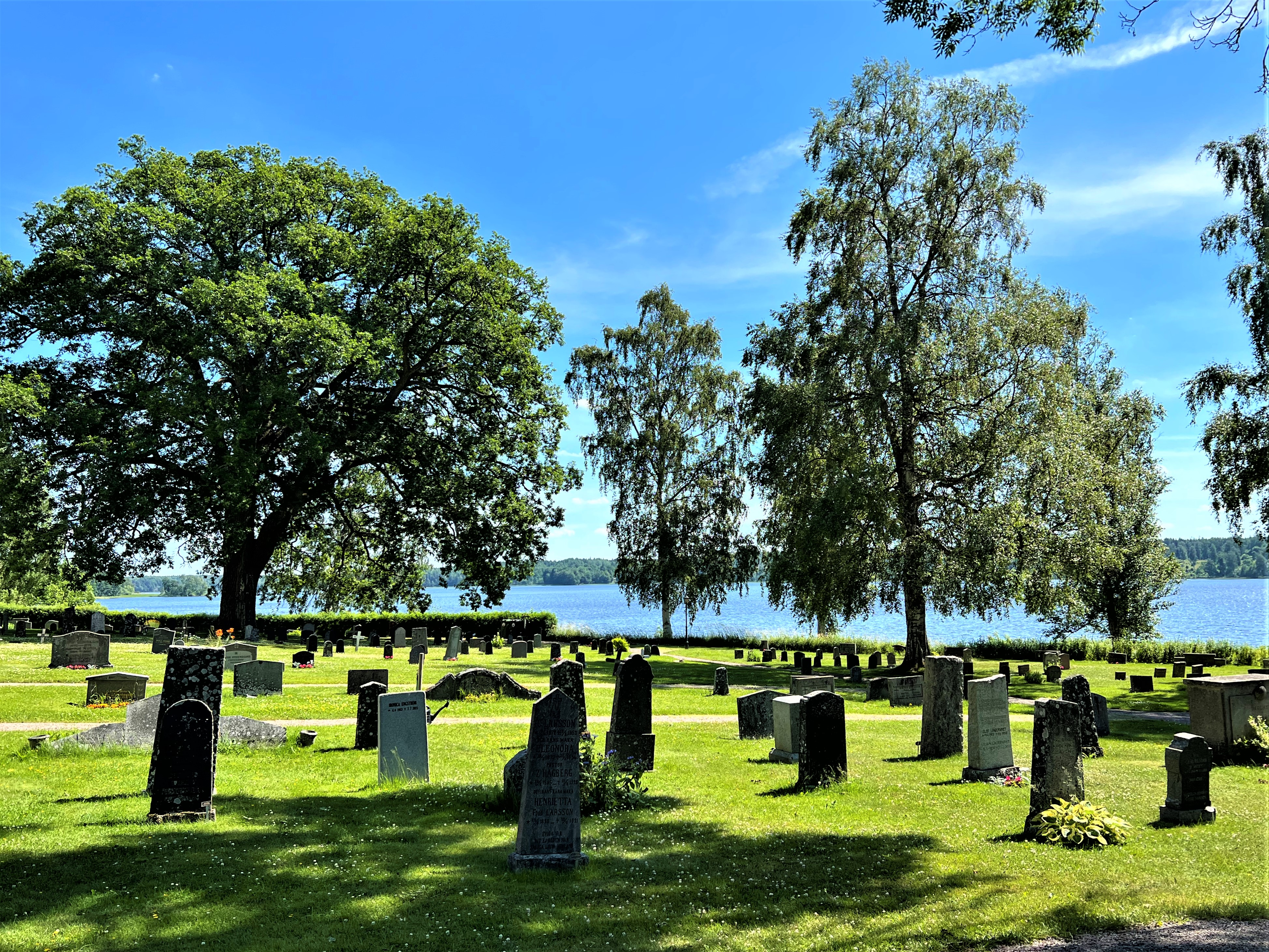
Kyrkogården vid Näshultasjön
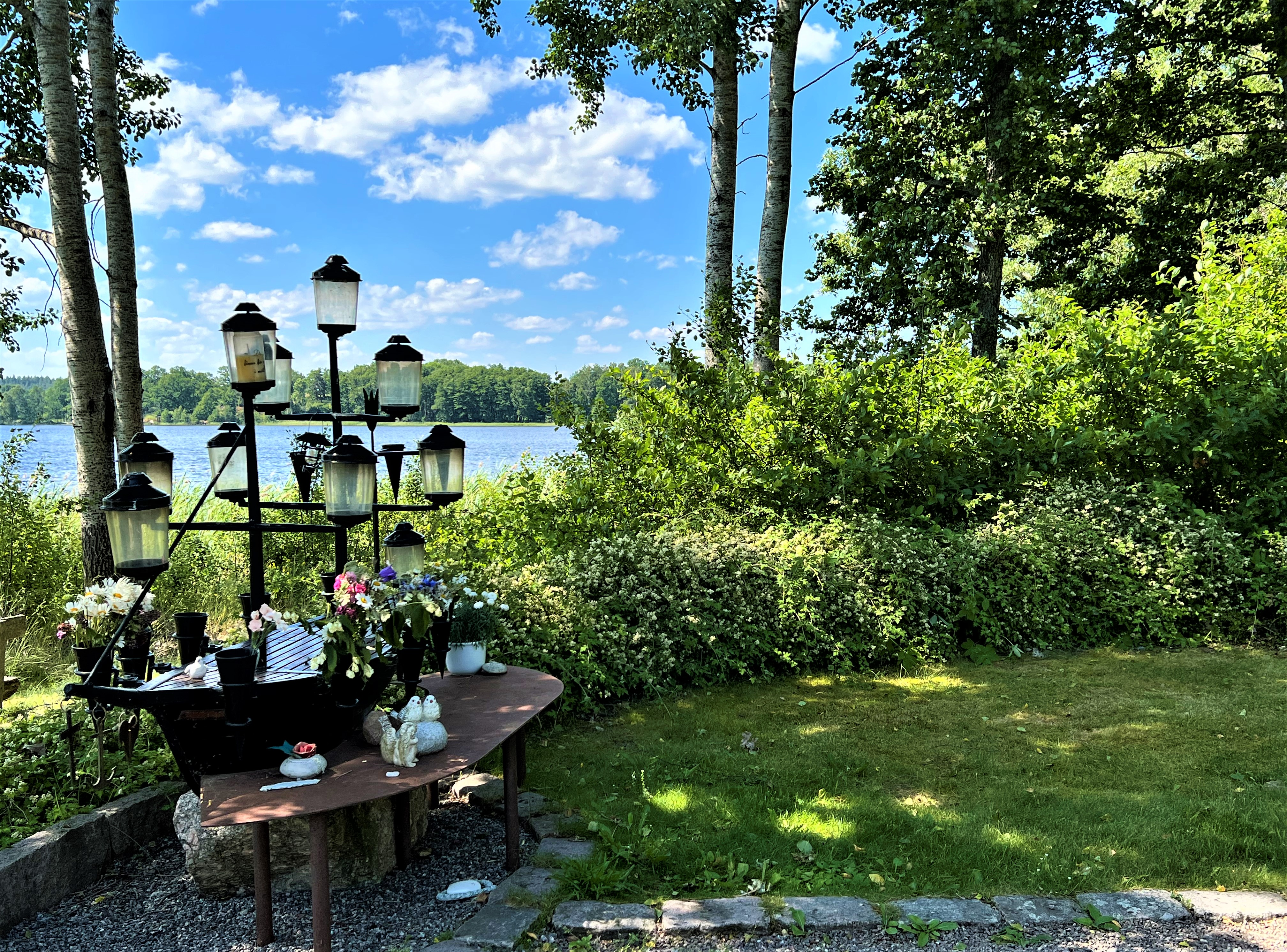
Minneslunden
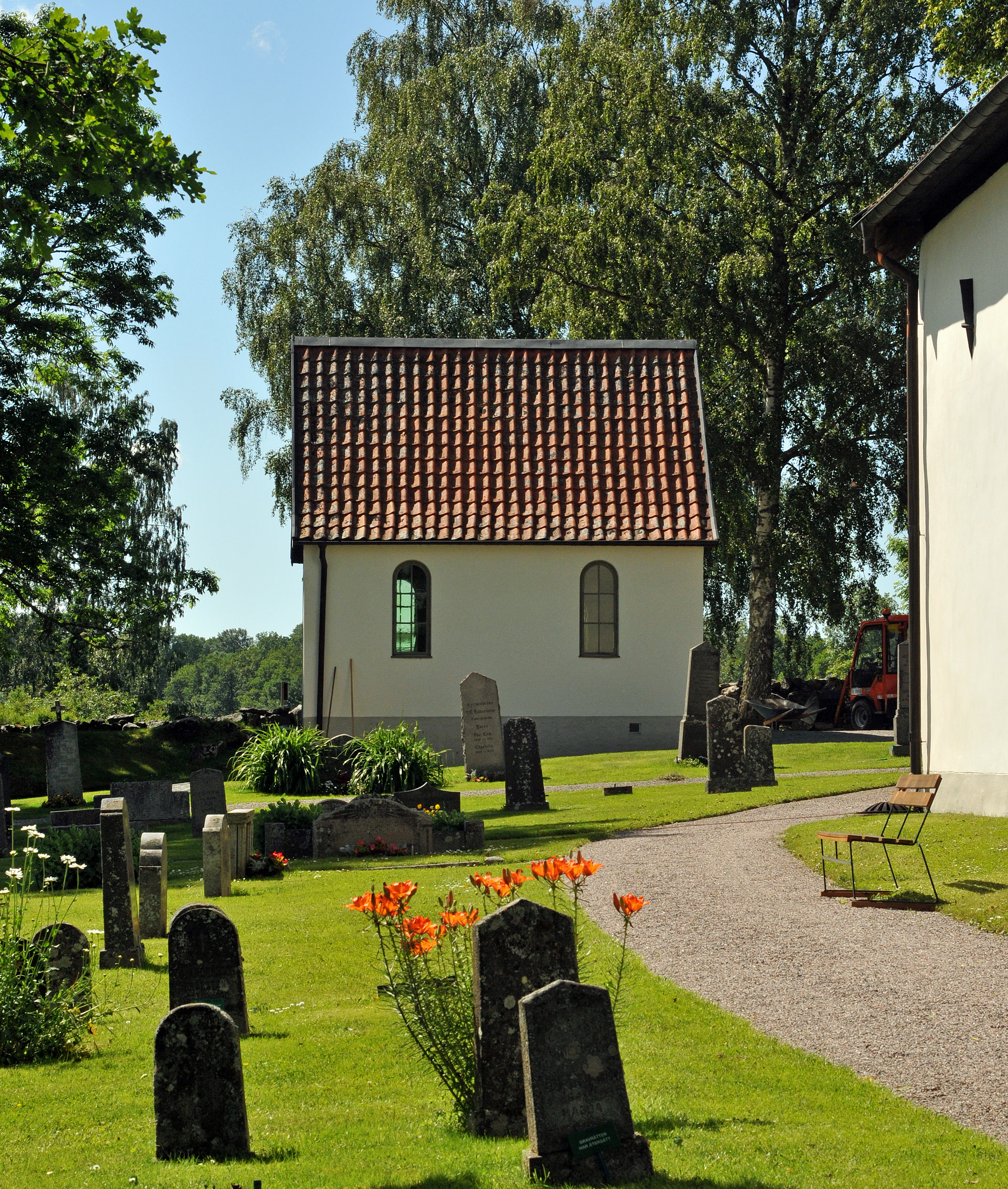
Gravkapell uppfört 1928.
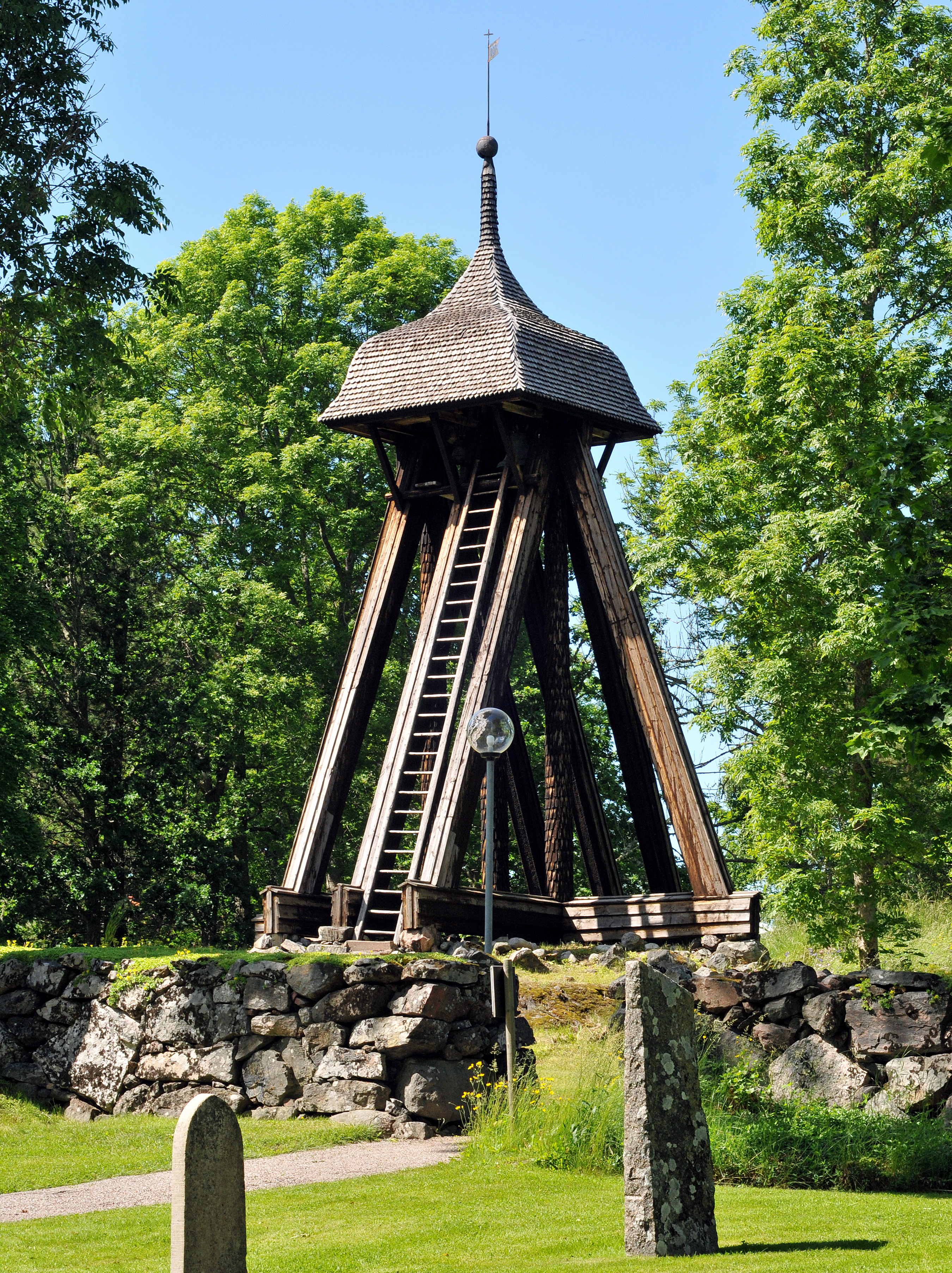
Klockstapel från 1789
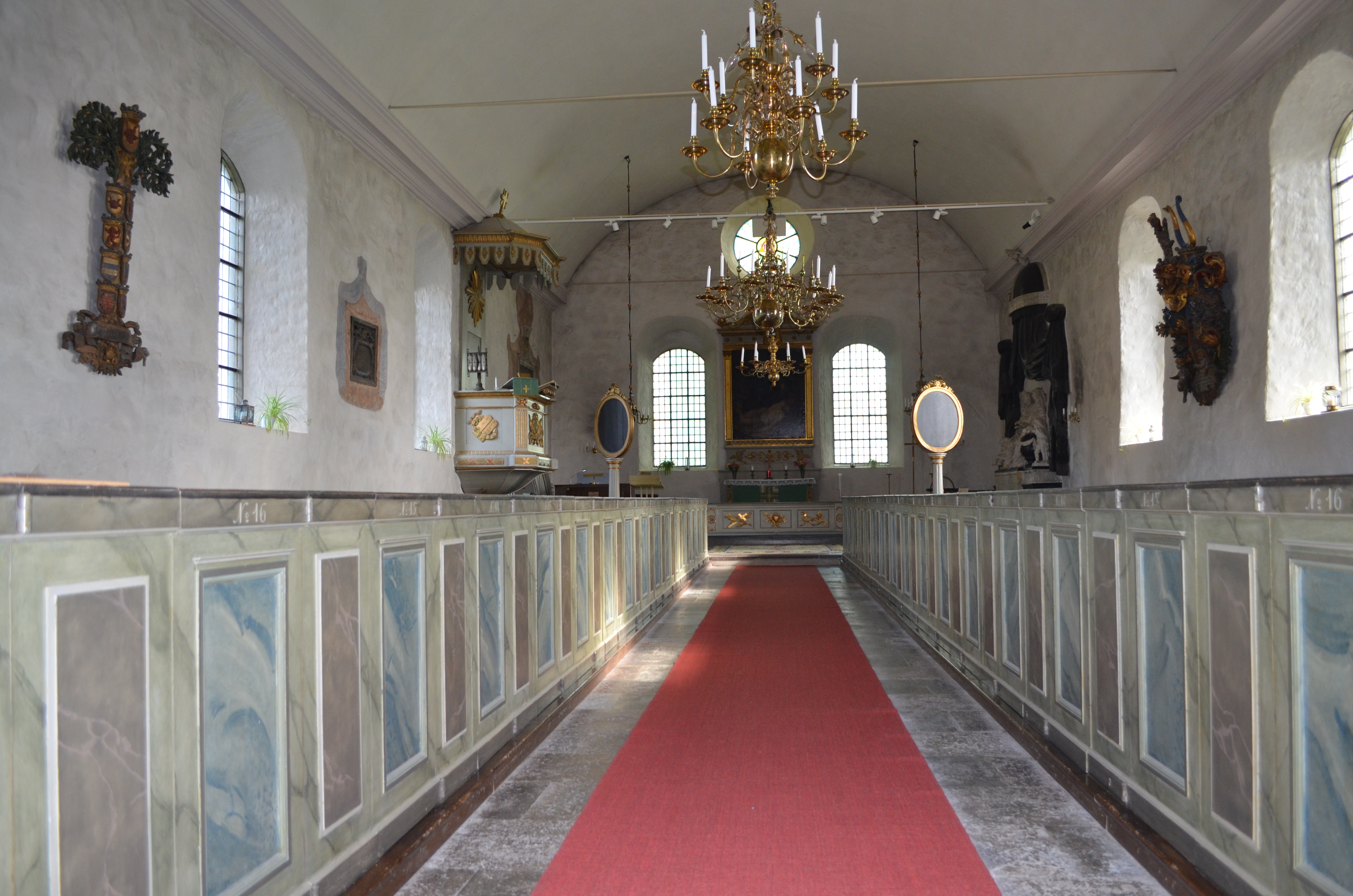
Näshulta kyrkas kyrkosal
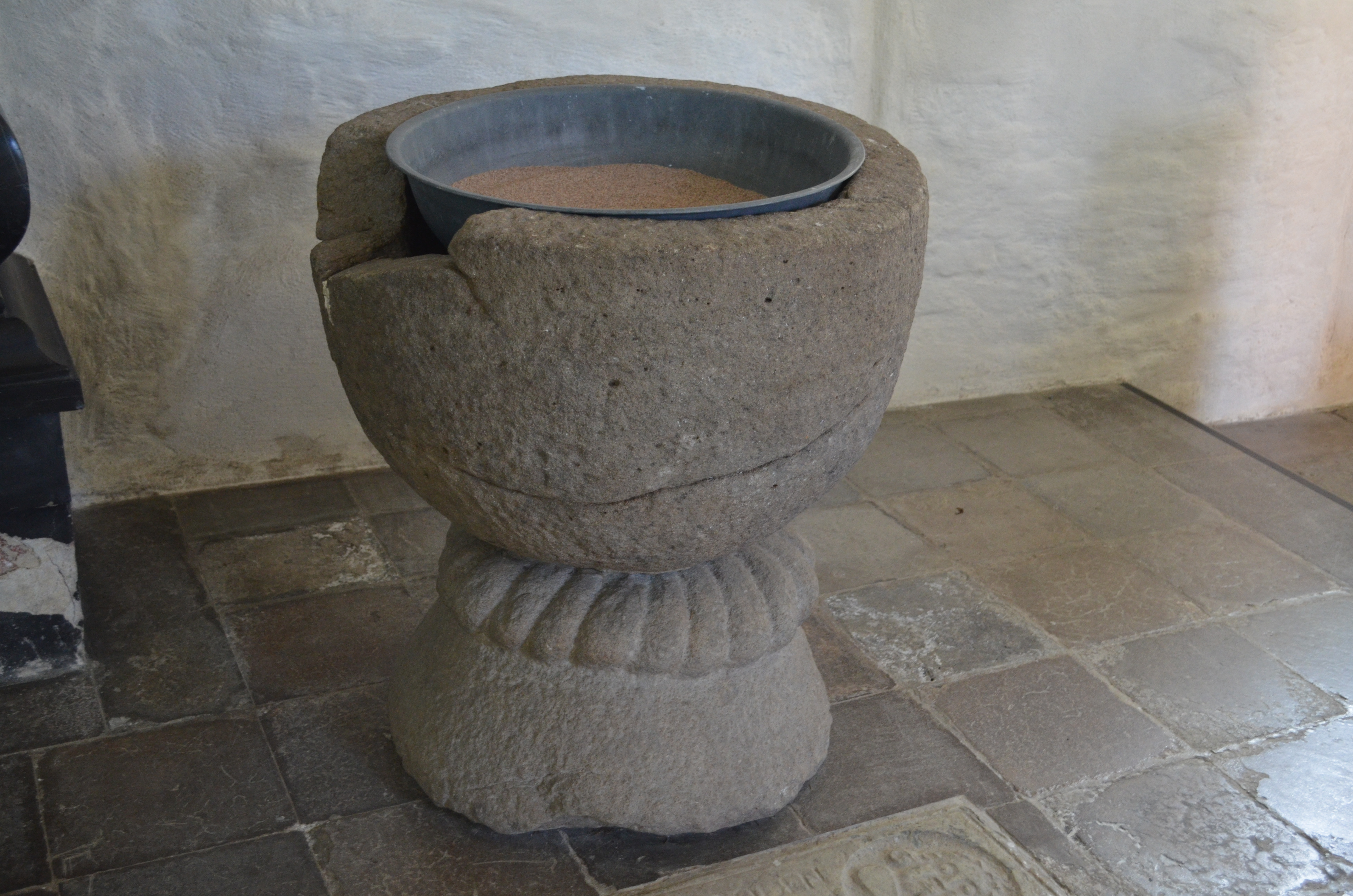
Näshulta kyrkas dopfunt
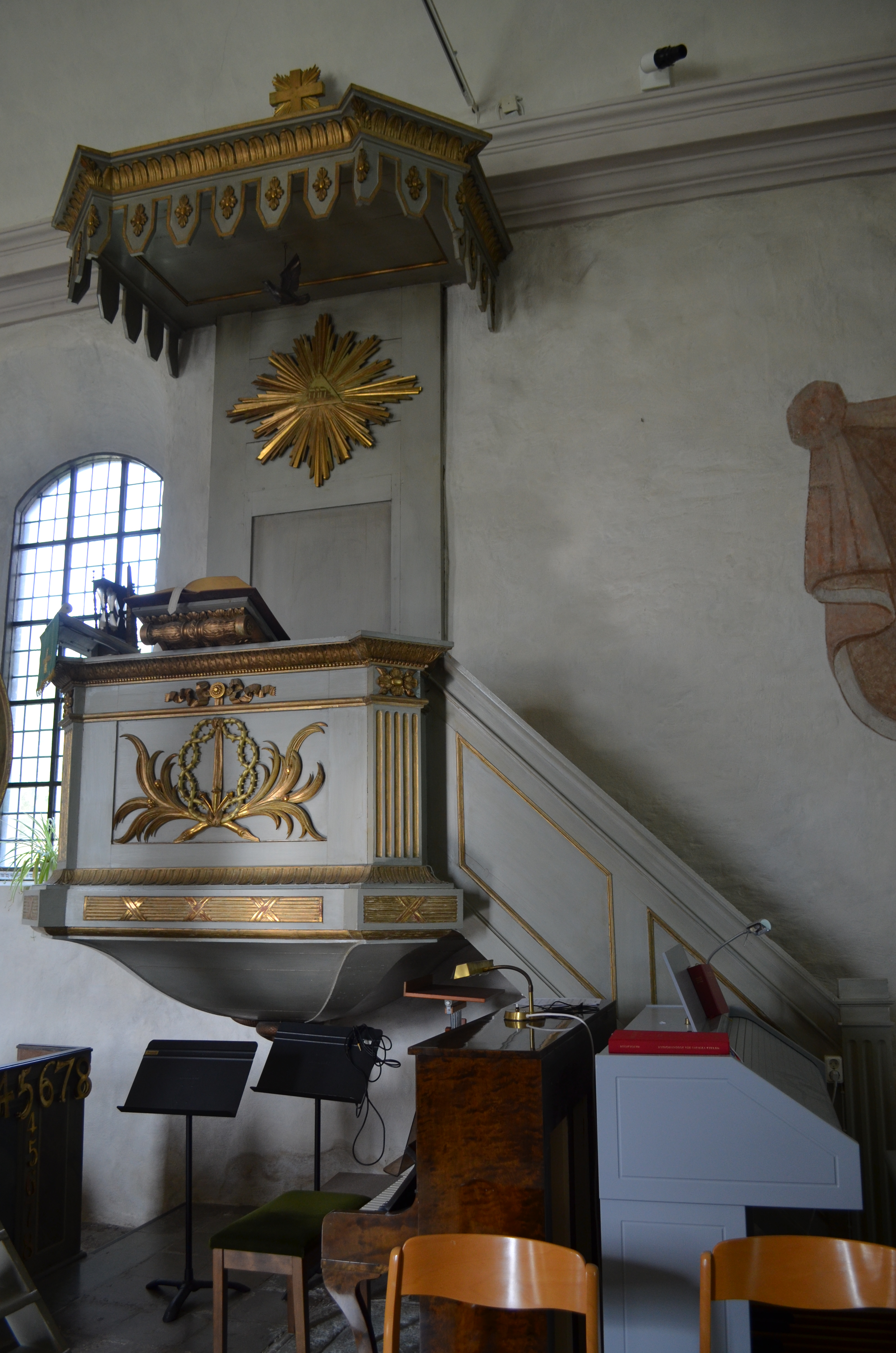
Näshulta kyrkas predikstol